# Força contraelectromotriu
La força contraelectromotriu (FCEM, tensió CEM), també coneguda com a força electromotriu inversa (FEM inversa), és la força electromotriu (tensió) que, degut a la inducció magnètica, s'oposa al canvi de corrent elèctric, fluint en la direcció oposada al corrent que l'ha causat (vegeu la llei d’inducció de Faraday, la inducció electromagnètica, la llei de Lenz) La FCEM no pot ser mai igual o superior a la força electromotriu que l'ha generat.

## Principi
La tensió que apareix a través d'un inductor o bobina es deu a un canvi de corrent que provoca un canvi en el camp magnètic dins de la bobina i, com a conseqüència una tensió auto-induïda. La polaritat de la tensió en cada moment s'oposa a la del canvi de la tensió aplicada, mantenint el corrent constant.
És una característica de qualsevol generador elèctric, bateria elèctrica, dispositiu termoelèctric o transformador elèctric, que s'oposa al pas del corrent elèctric per una inductància i es mesura en volts l'energia per unitat de càrrega que consumeix dit dispositiu.
És la tensió elèctrica desenvolupada en un circuit inductiu per un corrent variable o altern que hi passa. La polaritat de la tensió és, en cada instant, oposada a la tensió aplicada, l'amplitud o intensitat mai pot ser superior al valor nominal constant.
{\displaystyle E'=T'/q\,\!} o {\displaystyle E'=T'/It\,\!}
El terme força contraelectromotriu també s'utilitza habitualment per referir-se a la tensió que es produeix en els motors elèctrics on hi ha un moviment relatiu entre l'armadura i el camp magnètic produït per les bobines del camp del motor o el camp d’imants permanents, que també actua com a generador mentre funciona com a motor. Aquest efecte no es deu, com en una bobina, a la inductància del motor, que genera una tensió en oposició a un corrent canviant mitjançant la llei de Faraday, sinó a un fenomen separat. És a dir, la contra-EMF també es deu a la inductància i a la llei de Faraday, però es produeix fins i tot quan el corrent del motor no canvia i sorgeix de les consideracions geomètriques d’una armadura que gira en un camp magnètic.
Aquesta tensió està en sèrie i s'oposa a la tensió aplicada original i s'anomena «força contraelectromotriu» (segons la llei de Lenz). Amb un voltatge general inferior a la resistència interna del motor a mesura que el motor gira més ràpidament, el corrent que flueix cap al motor disminueix. Una aplicació pràctica d’aquest fenomen és mesurar de forma indirecta la velocitat i la posició del motor, ja que la CEM posterior és proporcional a la velocitat de rotació de l’armat.
En el control del motor i la robòtica, la retroflexió electromagnètica sovint es refereix més específicament a l’ús real del voltatge generat per un motor giratori per inferir la velocitat de rotació del motor, per utilitzar-lo en un millor control del motor de maneres específiques.

## Càlcul de la FCEM en motors
En un motor de corrent continu, sempre es desenvolupa una FCEM. Quan circula corrent pel rotor (induït), es produeix l'acció dinàmica entre el corrent i el camp magnètic de les expansions polars fent que el motor comenci a funcionar. Però quan els conductors del rotor es mouen, tallen les línies de força del camp i per tal motiu s'induirà en ells una força electromotriu. D'acord amb la llei de Lenz, la força electromotriu tendeix a oposar-se a la causa que la genera, és a dir, que en el cas que ens ocupa tendirà a frenar el rotor.
Aplicant la regla de la mà dreta es troba que l'espira és impulsada cap a un sentit assenyalat, però al moure els conductors que la formen dins el camp s'induirà una FEM el sentit es troba amb la regla de la mà dreta i el seu sentit és oposat a el del corrent principal. Per aquest motiu a aquesta FEM se l'anomena força contraelectromotriu, i obliga a augmentar la tensió aplicada al motor perquè s'asseguri la circulació de corrent en el rotor. Si una espira gira dins un flux magnètic a raó de {\displaystyle \eta \,\!} revolucions per minut, la FEM induïda tindrà el valor de calculat per la fórmula:

{\displaystyle e=p\phi \eta \,\!}

en la qual:
{\displaystyle p\,\!} nombre de pols
{\displaystyle \phi \,\!} flux
{\displaystyle \eta \,\!} revolucions per minut (RPM)
Per a més d'una espira, s'ha de multiplicar la fórmula anterior pel nombre d'espires. Com a conclusió la FCEM depèn directament del flux i les revolucions que agafi el rotor i del nombre de pols i nombre d'espires com a constants de l'aparell (generador o motor de CC).

{\displaystyle E=K\phi \eta \,\!}

Un motor elèctric al qual s'aplica un parell elèctric provoca que un rotor pel qual flueix un corrent elèctric giri en un camp magnètic constant, però si a aquest camp magnètic se li fa girar la bobina del rotor llavors es provocar una FEM induïda, amb la qual cosa es pot dir que en un motor elèctric de qualsevol tipus pot esdevenir un generador elèctric. Això passa quan el motor arrenca o quan està sota càrrega, i la tensió inversa generada s'anomena força contraelectromotriu.
Per observar l'efecte de la força contraelectromotriu d’un motor, es pot realitzar un senzill exercici: amb una llum incandescent encesa, s'engega un motor potent, com ara un trepant, una serra, un compressor d’aire condicionat o una aspiradora. La llum disminuirà una mica quan el motor arrenca. Quan el rotor no gira (bloquejant el rotor) no hi ha FCEM i el consum de corrent del motor és bastant elevat. Si el corrent d’arrencada del motor és prou elevat, la tensió aplicada al trepant baixarà prou per a apreciar una atenuació notable de la llum.